# Іваницький Олександр Валеріанович
Іваницький Олександр Валеріанович (нар. 1 жовтня 1975 року, м. Одеса) - громадський діяч, голова Біляївської районної державної адміністрації Одеської області (з 2013 р. по 2014 р.), депутат Одеської міської ради VI-VIII скликань, голова постійної комісії Одеської міської ради з питань житлово-комунального господарства.

## Бioграфiя
В 1997 році закінчив Одеську державну академію будівництва та архітектури, спеціальність - промислове та цивільне будівництво, кваліфікація - інженер-будівельник.
В 2010 році закінчив Одеську національну юридичну академію, спеціальність - правознавство, кваліфікація – юрист. Закінчив аспірантуру Одеської державної академії будівництва та архітектури.

## Трудова діяльність
- З 1997 по 2005 рік директор товариства з обмеженою відповідальністю «Меркурій-С», м.Одеса.
- З 2005 по 2010 рік заступник начальника по житловому будівництву Мостозагону N923 відкритого акціонерного товариства «Мостобуд», м.Одеса.
- З 2007 до 2013 року начальник юридичного відділу товариства з обмеженою відповідальністю «Віннер-Одеса», м.Одеса.
- У 2010 році помічник адвоката Потапчука Г.В., свідоцтво про право заняття адвокатською діяльністю №1257 від 06.05.2004 року, м.Одеса.
- У 2011 році на посаді заступника міського голови міста Іллічівськ.
- У 2013 році перший заступник голови Ренійської районної державної адміністрації Одеської області.
- З 2013 року по 2014 роки голова Біляївської районної державної адміністрації
- З 2014 року по 2017 роки заступник голови правління ПАТ «Іллічівський судноремонтний завод».
- З 2017 року по теперішній час заступник виконавчого директора з інвестицій  та розвитку інфраструктури ТОВ «Чорноморський рибний порт».

## Громадська діяльність
Безпартійний. 

Депутат Одеської міської ради VI, VII, VIII  скликань. 

Голова постійної комісії Одеської міської ради з питань житлово-комунального господарства.

## Наукова діяльність
Кандидат технічних наук.
 
Має один патент на винахід і сім наукових публікацій.

## Сімейний стан
Одружений, має доньку та сина.